# Социализм
Социали́зм (от лат. socialis — «общественный») — политическая философия и идеология, направленная на реализацию социального равенства и социальной справедливости, достижение которых предполагается в том числе через общественную собственность на средства производства. В экономическом плане социализм характеризуется общественным и/или государственным контролем над экономикой — как над средствами производства, так и над процессом распределения ресурсов и тенденцией к плановой экономике. В зависимости от контекста слово «социализм» может определять идеологию, экономику, политический режим или социальную организацию.
Социалистические системы делятся на нерыночные и рыночные формы. Нерыночный социализм предполагает замену рыночных факторов производства и денег инженерно-техническими критериями, основанными на расчётах, выполненных в натуральной форме, тем самым создавая экономический механизм, который функционирует в соответствии с экономическими законами, отличными от законов капитализма. Нерыночный социализм направлен на то, чтобы обойти неэффективность и кризисы, традиционно связанные с накоплением капитала и системой прибыли. В свою очередь, рыночный социализм сохраняет использование денег, рыночное ценообразование и, в некоторых случаях, мотив прибыли в отношении деятельности предприятий, находящихся в общественной собственности, и распределения средств производства между ними. Прибыль, полученная этими фирмами, будет напрямую контролироваться рабочей силой каждой фирмы или накапливаться для общества в целом в форме социального дивиденда.
Социалистическая политика была как интернационалистской, так и националистической по ориентации, организованная как через политические партии, так и противостоящая партийной политике, временами пересекающаяся с профсоюзами, а иногда независима и критична по отношению к профсоюзам, присутствует как в промышленно развитых, так и в развивающихся странах. Созданная в рамках социализма, социал-демократия подразумевает смешанную и социально-ориентированную рыночную экономику с рынком, который включает существенное государственное регулирование экономики и вмешательство в экономику в форме перераспределения доходов и богатства, и социальное государство всеобщего благосостояния.
Последователи марксизма (сам Маркс этот термин не использовал) начиная с Ленина называют социализмом первую фазу коммунизма, которая начинается после переходной стадии от капитализма к коммунизму: переходная стадия начинается захватом политической власти и завершается уничтожением частной собственности на основные средства производства с переходом к государственной плановой экономике. Первая фаза коммунизма завершается с преодолением противоречий между людьми умственного и материального труда, а также между городом и деревней. Гарант этого развития с момента захвата политической власти — диктатура пролетариата, которая осуществляется советами.
Термин «социализм» впервые был использован в работе Пьера Леру «Индивидуализм и социализм» (1834). Михаил Туган-Барановский писал, что термин «социализм» подчёркивает значение общественного сотрудничества в новой социальной модели, в противоположность господствовавшей экономической школе, признававшей идеалом хозяйственного строя неограниченную свободу единоличного бизнеса и предпринимательства. Социализм, таким образом, противопоставлялся индивидуализму.
Социалистическое политическое движение включает в себя ряд политических философий, возникших в революционных движениях середины-конца XVIII века и связанных с социальными проблемами капитализма. К концу XIX века, после работ Карла Маркса и его соратника Фридриха Энгельса, социализм стал обозначать оппозицию капитализму и защиту посткапиталистической системы, основанной на некоторой форме общественной собственности на средства производства. К 1920-м годам социал-демократия и коммунизм стали двумя доминирующими политическими тенденциями в международном социалистическом движении. К этому времени социализм стал «наиболее влиятельным светским движением двадцатого века во всём мире. Это политическая идеология (или мировоззрение), широкое и разделённое политическое движение», и в то время как появление Союза Советских Социалистических Республик как первого социалистического государства в мире привело к широко распространённой ассоциации социализма с советской экономической моделью, некоторые экономисты и интеллектуалы утверждали, что на практике эта модель функционировала как форма государственного или государственно-монополистического капитализма. Социалистические партии и идеи остаются политической силой с различной степенью власти и влияния на всех континентах, возглавляя национальные правительства во многих странах мира. Сегодня некоторые социалисты также поднимают проблемы других социальных движений, таких как зелёные, энвайронментализм, феминизм, прогрессивизм и реформизм. В США в XXI веке термин социализм, без чёткого определения, стал использоваться республиканцами, чтобы запятнать либеральную, прогрессивистскую и реформистскую политику, предложения и общественных деятелей.

## История идей
Идеи общественного устройства на основе отказа от частной собственности и уравнительного распределения существовали на протяжении всей истории человечества. По мнению некоторых исследователей, все такие учения имеют одно общее ядро — они основываются на полном отрицании современного им строя жизни, призывают к его разрушению, рисуют картину более справедливого общественного строя, в котором найдут разрешения все основные проблемы современности, и предлагают конкретные пути для достижения этого строя.

### Античность
- Впервые идеи социализма были изложены в работах древнегреческого философа Платона, в диалогах «Государство» и «Законы». Существует мнение, что эти идеи «оказали колоссальное влияние на их более чем двухтысячелетнюю историю»[40]. По Платону, основное качество идеального государства — справедливость.
- Идеи социализма были распространены также в Афинах в IV в. до н. э. Их содержание изложено в аллегорической форме в комедии Аристофана «Законодательницы»[40]:

Утверждаю: всё сделаться общим должно и во всём пусть участвует каждый.

<…>

Мы общественной сделаем землю,

Всю для всех, все плоды, что растут на земле, всё чем

собственник каждый владеет.

### Ранние коммунисты-утописты
Идеи социализма содержатся в трудах ранних коммунистов-утопистов Томаса Мора (1478—1535) и Томмазо Кампанеллы (1568—1639). На острове Утопия, о котором писал Т. Мор, нет частной собственности, денежного обращения и царит полное равенство. Основу общества составляет семейный и трудовой коллектив. Труд обязателен для всех. Чтобы не способствовать развитию собственнических инстинктов, семьи регулярно обмениваются домами.
Великая французская революция 1789 года началась под знаменем той идеи, что главной причиной общественных бедствий является старый политический и социальный порядок, бывший отрицанием естественного права личности на свободу и равенство. Но исход революции обнаружил, что политическая свобода может соединяться с экономическим рабством, и что одна эта свобода, без материального обеспечения, ещё не устраняет общественного зла. Именно тогда, в 1796 году, Гракх Бабёф издал свой «Манифест равных», в котором провозгласил требование отмены частной собственности. Он со своими единомышленниками безуспешно пытался осуществить новый социальный строй путём революционного переворота («Заговор равных»).

### Социалистические идеи первой половины XIX века
Всплеск социалистических проектов пришёлся в Западной Европе на первую половину XIX века, и связан он с именами Сен-Симона, Фурье и Оуэна. Их учения, разные в деталях, имеют общее в том, что авторы их обращались к самому буржуазному обществу с призывом преобразовать народное хозяйство на новых началах; они предлагали план идеального экономического устройства, в котором нет всех бедствий нищеты и эксплуатации, и где все пользуются равными благами общего труда. Они высказывал глубокую веру, что для преобразования общественного строя ничего другого не нужно, как убедить людей в благотворности для всех осуществления новой организации труда, то есть уповали на пропаганду морального и даже религиозного характера, причём сенсимонизм прямо объявил себя новой религией человечества. Особенно в этом отношении интересны ожидания Фурье, который надеялся, что какой-либо богатый филантроп поможет ему основать фаланстер, и предсказывал, что после этого в несколько лет все человечество перейдёт к новой организации. Для большей убедительности социальные реформаторы-утописты пытались устроить образцовые коммуны на началах коллективной организации труда (Кабэ, Оуэн). К политической борьбе эти социалисты-утописты относились равнодушно и даже отрицательно, избегая как либералов, действовавших конституционными средствами, так и радикалов, вступавших на путь заговоров и тайных обществ.
Затем представители утопического социализма стали комбинировать новые социальные идеи с традициями политического радикализма, в то самое время, как сенсимонисты и фурьеристы все резче и резче отстранялись от политики. Самым важным явлением в указанном отношении было своеобразное сочетание сенсимонизма с якобинизмом, которое мы находим у Бюшеза. Бюшез был сначала сенсимонистом, но потом отделился от этой секты и создал собственное социально-политическое учение, при общем нерасположении к индивидуализму соединявшее отголоски сенсимонизма, традиции средневекового католицизма и принципы революционного якобинизма. Другим противником капитализма, тоже на почве мистико-религиозных идей, выступил в ту же эпоху Пьер Леру, также бывший сенсимонист, первый употребивший слово «социализм».
И Бюшез, и Леру были представителями революционного социализма с религиозной подкладкой, которой не было у их современника Луи Блана, создавшего целое историко-философское и общественное учение, на котором сильно сказалось влияние Бюшеза. В своей работе «Организация труда» (1839—40) он утверждал, что государство должно создать социальные мастерские, то есть производительные ассоциации, которые постепенно вытеснили бы все частные промышленные предприятия. Тогда же появилась знаменитая брошюра Прудона: «Что такое собственность?», за которой вскоре в 1846 году последовала его не менее знаменитая «Система экономических противоречий или философия нищеты». Учение Прудона имело более критический и отрицательный, чем положительный характер: в его политических воззрениях видная роль принадлежала «анархии», в смысле отсутствия всякого правительства или противоположности всякой форме правления. К изложению своих положительных взглядов Прудон приступил только после революции 1848 года, и тогда луиблановское «право на труд» было заменено у него правом на кредит, который должен быть взаимным и даровым. Окончательно социальная идея Прудона выразилась незадолго до его смерти в 1865 году в так называемом «мютюэлизме». Сущность этого учения та, что взаимный обмен услуг должен быть добровольным и, следовательно, основываться на договоре или соглашении; но так как обмен без кредита немыслим, то нужна хорошая организация последнего, которая сама вызовет надлежащую организацию производства и потребления. Кредит должен быть как можно более доступным и дешёвым, для этого все торговые операции нужно сосредоточить в банке, акционерами которого были бы все производители и при помощи которого происходил бы обмен не предметов, а услуг; орудием обмена служили бы особые кредитные квитанции.

### Социализм по Карлу Марксу
К 1840-м же годам относится начало деятельности Карла Маркса и его друга Фридриха Энгельса, которые объединили враждовавшие до того между собой коммунистическую и социалистическую идеи, выдвинув положение, что построение коммунистического общества — процесс длительный и что первые этапы его связаны с реализацией программы социалистов. Понятия социализма и коммунизма у них фактически синонимичны. Социализм мыслился как результат победы мировой революции во всех странах, а коммунизм как результат воспитания нового поколения в условиях социалистических отношений и бурного развития производительных сил, в результате чего труд из необходимости становится потребностью человека и полностью исчезают пережитки деления на классы, товарно-денежных отношений и отмирание государственных институтов. В марксистской традиции название «социализма» получил первый этап коммунизма, о которой Маркс писал: «Мы имеем дело не с таким коммунистическим обществом, которое развилось на своей собственной основе, а с таким, которое только что выходит как раз из капиталистического общества и которое поэтому во всех отношениях, в экономическом, нравственном и умственном, сохраняет ещё родимые пятна старого общества, из недр которого оно вышло». В целом, этот этап виделся Марксу и Энгельсу как результат комплекса целого ряда мероприятий, из которых главные:
- Ограничение частной собственности на средства производства и постепенная экспроприация крупных собственников.
- Организация труда или предоставление занятий пролетариям в национальных имениях, фабриках и мастерских, благодаря чему будет устранена конкуренция рабочих между собой, и фабриканты, поскольку они ещё останутся, будут вынуждены платить такую же высокую плату, как и государство.
- Одинаковая обязательность труда для всех членов общества. Образование промышленных армий, в особенности для сельского хозяйства.
- Национализация банковской и транспортной систем.
- Общественное воспитание детей за государственный счёт. Соединение воспитания с фабричным трудом.
- Сооружение больших дворцов в национальных владениях, в качестве общих жилищ для коммун, граждан, которые будут заниматься промышленностью, сельским хозяйством и соединять преимущества городского и сельского образа жизни, не страдая от их односторонности и недостатков[44][46].

Отношения на первом этапе коммунистического общества (то есть на той стадии, которая в марксистской традиции получила название социалистической) представлялись Марксу как реализация принципа: «от каждого по способностям, каждому по труду». Рабочий по окончании работы «получает от общества квитанцию в том, что им доставлено такое-то количество труда (за вычетом его труда в пользу общественных фондов), и по этой квитанции он получает из общественных запасов такое количество предметов потребления, на которое затрачено столько же труда». При полном же развитии коммунизма, труд из обязанности становится потребностью и необходимость в его учёте для регулирования потребления отпадает: побеждает принцип «от каждого по способности, каждому по потребностям».
В. И. Ленин считал, что «…социализм есть не что иное, как государственно-капиталистическая монополия, обращённая на пользу всего народа и постольку переставшая быть капиталистической монополией».

### Этический социализм
В конце XIX века среди теоретиков II Интернационала (Э. Бернштейн, К. Форлендер, М. И. Туган-Барановский и др.) распространились неокантианские идеи, и появилось стремление соединить социально-экономическое учение Маркса с этикой И. Канта, трактуя социализм как этическое мировоззрение. Вскоре стремление этического социализма дополнить марксизм кантианством сменилось противостоянием марксизму, который отождествлялся с фатализмом, не предполагающим свободы и нравственной ответственности человека. Этический социализм исходил из идеи эволюционного развития общества, не признавал теории «крушения капитализма», обосновывал необходимость политики реформ. На протяжении XX века этический социализм был идейной основой европейской социал-демократии.

## Пути перехода к социализму
- Ранние социалисты-утописты считали, что достаточно придумать правильное устройство общества, и люди сами его примут, когда поймут его преимущества.
- В первой половине XIX века марксисты и анархисты считали, что эксплуататорские классы не захотят отказываться от своих привилегий. Следовательно, переход к социализму возможен только путём революции. Это нашло своё отражение в «Манифесте коммунистической партии» 1848 года и последующих текстах многих революционных марксистов и анархистов.
- После установления всеобщего избирательного права в ряде европейских стран во второй половине XIX века К. Маркс и Ф. Энгельс ставят вопрос о мирном завоевании власти рабочим классом. Поздравляя французских социалистов с победой на выборах 1881 года, К. Маркс пишет о том, что, используя демократические институты, рабочий класс может мирным путём завоевать власть. Ф. Энгельс во «Введении к работе К. Маркса „Классовая борьба во Франции“» пишет, что, используя демократические институты, «Мы, „революционеры“, „ниспровергатели“, мы гораздо больше преуспеваем с помощью легальных средств, чем с помощью нелегальных или с помощью переворота»[49].

Впоследствии В. И. Ленин, споря с ревизионистами марксизма, такими как Бернштейн, доказывал, что завоевание власти мирным путём — лишь один из способов, применимый далеко не всегда, при этом Ленин обращался к работам основоположников марксизма: во многом этому была посвящена одна из самых знаменитых работ Владимира Ильича «Государство и революция», изданная в 1918 году (написана в 1917-м).
Ленин настаивал на том, что социализм нельзя «ввести», что путь к нему лежит через ожесточённую борьбу, а между капитализмом и социализмом следует длительный период применения насилия, которому соответствует диктатура пролетариата — первая форма принуждения не эксплуататоров трудящихся (рабовладельцев-феодалов-капиталистов, как было в предыдущие общественные формации), а самих трудящихся. Формой осуществления этой власти являются советы.
Споры революционных анархистов и марксистов по вопросу об участии в парламентской борьбе, а также о захвате государственной власти привели к размежеванию этих двух течений (окончательно — в 1893 году после долгих споров внутри уже Второго Интернационала, куда споры перекочевали из Первого Интернационала).
- Социал-демократы и фабианцы считают возможным приход социалистической партии к власти путём парламентских выборов, с последующим проведением социалистических реформ легальным способом, без насилия и без крови.

## Государственный социализм
Социализм, основанный на полном контроле государства над экономикой (плановое хозяйство, командно-административная система), наиболее распространённая форма практической реализации теорий социализма.
Термин «государственный социализм» (нем. Staatssozialismus) возник в Германии в конце XIX века: так немецкие социалисты называли элементы социального обеспечения рабочих, введённых канцлером Германии Отто фон Бисмарком.
В работах Р. Пёльмана, М. Вебера, М. И. Ростовцева, Ф. Хайхельхайма, К. А. Витфогеля и многих других исследователей признавалось, что в Древнем мире и в Средневековье существовал государственный социализм, основными чертами которого были государственная собственность, государственное регулирование и управление наёмными чиновниками. В качестве классических примеров учёные приводили Египет времён Древнего царства и Шумер конца III тысячелетия до н. э. В Древнем Египте государства социалистического типа сменяли друг друга до времён Птолемеев (305-30 гг. до н. э.). В III веке Древний Рим превратился в социалистическую империю, скопировавшую многие черты Египта и проводившую широкую политику государственного распределения.
Государственная экономика господствовала в Египте после мусульманского завоевания. В Османской империи вся земля считалась государственной, семьи крестьян обеспечивались стандартными наделами. Все земли, недра и другие источники богатства рассматривались как общее достояние мусульманской общины. Воины получали право на сбор налогов с небольших поместий, но не имели никакой власти над крестьянами, а собираемые налоги были невелики. Порядки Османской империи были заимствованы многими соседними странами, в том числе Ираном. Распространение крупного частного землевладения в Османской империи в XVIII веке нарушило принципы государственного регулирования.
В Китае эпохи Цзинь и Тан была реализована система равных наделов, в соответствии с которой вся земля считалась государственной и всем крестьянам выделялись одинаковые участки. В XIV веке порядки империи Тан в основных чертах возродил император Чжу Юаньчжан, но основанная им империя Мин впоследствии переродилась в общество, в котором господствовали помещики.

## Коммунизм
В марксистском учении коммунизмом называется теоретический общественный и экономический строй, основанный на полном равенстве, общественной собственности на средства производства.
Философская энциклопедия под редакцией А. А. Ивина под коммунизмом понимает радикальную, высшую форму социализма, стоящего на позициях интернационализма, ставившую целью обозримого будущего насильственное свержение капитализма и построение «идеального общества», конец предыстории человечества и начало его подлинной истории. Коммунистическое учение обещало обеспечить прекрасное будущее для всего человечества. Для достижения этой цели предполагалось опираться на пролетарскую солидарность, научно-технический прогресс и централизованную организацию экономики, которая, по мысли основателей данной теории была более эффективной, чем капиталистическая. Подобный тип социализма существовал, охватив до трети человечества, на протяжении почти всего XX века, но в конце концов разрушился из-за малоэффективной плановой экономики..
Тезис на малой эффективности плановой экономики является спорным. Например, доклад ЦРУ «A Comparison of the US and Soviet Industrial Bases» для Конгресса США показывает отставание темпов роста макроэкономических показателей США от аналогичных в СССР. Приходят к сходным выводам и современные российские авторы сравнивая экономические показатели социалистической и капиталистической экономик.
Ведущим идеологом и практиком этого направления был В. И. Ульянов (Ленин), доктрину которого принято называть марксизмом-ленинизмом. Ленин подчёркивал отличия своей идеологии и практики от умеренного социализма (социал-демократии) и для практического размежевания с последними в 1919 г. создал международную структуру — Коммунистический интернационал в отличие от уже существовавшего Социалистического интернационала.

«Если мы спросим себя, что представляет собою коммунизм в отличие от социализма, то мы должны будем сказать, что социализм есть то общество, которое вырастает из капитализма непосредственно, есть первый вид нового общества. Коммунизм же есть более высокий вид общества и может развиваться лишь тогда, когда вполне упрочится социализм. Социализм предполагает работу без помощи капиталистов, общественный труд при строжайшем учёте, контроле и надзоре со стороны организованного авангарда, передовой части трудящихся; причём должны определяться и мера труда и его вознаграждение. Это определение необходимо потому, что капиталистическое общество оставило нам такие следы и такие привычки, как труд враздробь, недоверие к общественному хозяйству, старые привычки мелкого хозяина, которые господствуют во всех крестьянских странах. Всё это идёт наперекор действительно коммунистическому хозяйству. Коммунизмом же мы называем такой порядок, когда люди привыкают к исполнению общественных обязанностей без особых аппаратов принуждения, когда бесплатная работа на общую пользу становится всеобщим явлением».— В. И. Ленин «Доклад о субботниках на московской общегородской конференции РКП(б) 20 декабря 1919 г.» — Полн. собр. соч., т. 40, с. 33—34.
На VII съезде РСДРП(б) было принято решение переименовать партию в коммунистическую, которая ранее называлась «Российская социал-демократическая рабочая партия (большевиков)» — РСДРП(б). В своём докладе Ленин сказал:

Центральный Комитет предлагает вам переменить название нашей партии, назвав её Российской коммунистической партией, в скобках — большевиков. <…> Название «социал-демократическая партия» научно, неправильно… 
Важнейшим доводом за перемену названия партии является то, что до сих пор старые официальные социалистические партии во всех передовых странах Европы не отделались от того угара социал-шовинизма и социал-патриотизма, который привёл к полному краху европейского социализма… почти все официальные социалистические партии являлись настоящим тормозом рабочего революционного социалистического движения, настоящей помехой ему.— В.И. Ленин. ПСС. «Доклад о пересмотре программы и изменении названия партии»
Д. э. н. Я. А. Кронрод и сложившаяся вокруг него в возглавлявшемся им секторе политэкономии Института экономики школа экономистов-«товарников» рассматривали социализм как самостоятельный способ производства с органично присущими ему товарно-денежными отношениями, а не как фазу коммунизма. В конце 1971 года «товарники» Института экономики подверглись критике идеологических органов ЦК КПСС, часть из них была вынуждена уйти, возможности публикации работ остальных, в том числе Кронрода, ухудшились.

## Социал-демократия
Социал-демократия — социально-политическое движение и идейно-политическое течение, возникшее в рамках социализма и впоследствии трансформировавшееся на позиции постепенного совершенствования капитализма легальными методами политической борьбы с целью реализации большей свободы, солидарности и справедливости.
Первоначально социал-демократия, возникшая в последней трети XIX века, была воплощением марксистского социализма. В настоящее время под социал-демократией подразумевают теорию и практику партий, входящих в Социалистический интернационал. Внутри неё существует ряд социально-философских, идеологических и политических течений, национальных и региональных вариантов. Существуют «скандинавская» или «шведская» модель социализма, «интегральный социализм», основывающийся на австромарксизме, «фабианский социализм», «гильдейский социализм» и т. д. Все разновидности социал-демократии, как правило, объединяют общим понятием «демократический социализм».

### Фабианский социализм
Концепция фабианского социализма, являясь в настоящее время стратегией лейбористской партии Великобритании, имеет значительное влияние в интеллектуальной элите и правящих кругах многих стран мира, в том числе Канаде, Новой Зеландии и США — и ориентирована на признание и реализацию социалистических идеалов: социальной справедливости, равенства, высокого уровня социальной защищённости трудящихся, равенства возможностей и экономической демократии, политического интернационализма, эмансипацию земли и промышленного производства от личной и частной собственности, экономическое планирование, развитие кооперативного движения, но, в отличие от марксистской интерпретации социализма, нацелена на медленную «естественную» эволюцию общества на основе просвещения и пропаганды социалистических идей, медленных локальных постепенных реформ, классового мира и консенсуса между социальными группами и классами; марксистская концепция рассматривается в качестве авторитетной, но не бесспорной, в качестве одной из многих моделей общественного переустройства и движения к социализму. Тони Блэр, экс-премьер Великобритании является видным представителем фабианского движения, к сторонникам фабианского социализма аналитики относят президента США Барака Обаму, рассматривающего рост социального неравенства, уменьшение возможностей социального продвижения в США и во всём мире в качестве фундаментального вызова современным демократическим институтам и видящего своё призвание в преодолении этих разрывов, особенно в сфере медицинского обслуживания и образования.

### «Шведская модель»

#### «Синий социализм»
Иногда социализмом называют сочетание социального государства и капиталистической экономики. Так, например, говорят о «шведской модели социализма».
Шведская модель (в оригинальных терминах — «Дом для народа») исходит из того положения, что рыночная экономика наиболее эффективна, поэтому государство придерживается невмешательства в собственно производственную деятельность предприятий и компаний; а негативные социальные издержки рынка — в частности, безработицу и сильное неравенство — можно побороть при помощи активной деятельности государства на рынке труда, перераспределения части прибыли через налогообложение и использование госсектора, преимущественно включающего в себя инфраструктурные элементы и коллективные денежные фонды (а не предприятия).
Эта концепция реформистской идеологии получила названия «скандинавская модель», «синий социализм», «шведская социал-демократия».

#### Критика
Ряд исследователей действительно усматривает в развитом «социальном государстве» признаки реализации социалистической идеи общественной собственности, осуществляемой за счёт перераспределения доходов через систему налогообложения и специальные фонды. Однако, эта модель постоянно подвергается жёсткой критике как «справа», так и «слева».
Критики «справа» (неолибералы) отмечают, что в сущности такая система осуществляет «скрытую экспроприацию», при которой имущие вынуждены платить за неимущих, и является тупиковой. Отмечается, что «конфискационное налогообложение» душит экономику и уже привело к прекращению экономического роста, а «государство всеобщего благоденствия» приводит лишь к массовому иждивенчеству и апатии населения, большая часть которого живёт преимущественно на государственные дотации и не имеет никакого стимула к деятельности.
С противоположной стороны, от более радикальных социалистов и коммунистов, в свою очередь исходят утверждения, что «шведская модель» — это «политическая маскировка буржуазного паразитизма» и «оправдание грабежа трудящихся», являющаяся лишь мелкой уступкой капитализма с целью сохранить текущее положение вещей. Отмечается, что, во-первых, «шведская модель» никак не устраняет отчуждение и эксплуатацию трудящихся, что является одной из главных задач социализма, а лишь сглаживает их последствия, во-вторых — выгодна в первую очередь крупному бизнесу, так как создаёт ему стабильный рынок сбыта и поддерживает народные массы в относительном спокойствии, при этом все отрицательные явления бьют больнее всего по самим народным массам: «потери при капитализме всегда обобществляются, а прибыли остаются частными».
Менее радикальные критики «слева» отмечают, что, в отличие от государств бывшего «Восточного блока» и в том числе СССР, в Швеции госсектор отнюдь не состоит из предприятий, создающих прибавочный продукт. При этом расходы на социальное обеспечение в ВВП Швеции составляют более 40 %. Извлекаются необходимые для этого средства путём налогообложения, причём основным его объектом является не крупный корпоративный бизнес, а наёмные рабочие и мелкие предприниматели. Таким образом выходит, что в виде «социальных выплат» им возвращается часть ими же и созданной стоимости, ранее у них же изъятой. Максимальная ставка налога на средний доход рабочего составляет — 50-65 %, служащего — до 80 %. Вывод делается следующий:

Социальные, или как их именуют социал-демократы «умеренно социалистические» реформы, затрагивающие только сферу распределения, всегда оказываются половинчатыми и в долгосрочной перспективе — непременно убыточными. Любая попытка улучшить изнутри такой «распределительный (трансферный) социализм» будет усугублять системные противоречия, скрытые в недрах этого социально-политического
порядка. И большая часть грядущих материальных издержек, связанных с реставрацией или модернизацией этой модели «государства благоденствия», вновь ляжет на плечи класса наёмных работников.

Американский социолог и экономист Дж. Бьюкенен называет подобный тип социально-политического устройства «государством трансфера»:

«Государство трансфера» всего лишь взимает налоги с индивидов и групп, находящихся в его юрисдикции, и переводит (англ. transfers) эти средства в виде выплат наличными другим индивидам и группам данного политического сообщества.

Лишена такая «перераспределительная» социальная система, стоящая на ориентированном на получение прибыли любой ценой (то есть, имеющим с ней строго противоположные цели) рыночно-капиталистическом базисе, и большинства характерных (как практически, так и потенциально) для плановой экономики преимуществ: в частности, рационального, планомерного и научно обоснованного развития производительных сил общества как единого народнохозяйственного организма.
Критики справа, в свою очередь, также отмечают и такие свойственные этой системе проблемы, как огромный рост бюрократизма, сильнейшая идеологизация и даже постепенный дрейф к «неототалитаризму», характерные для бесплатной медицины длинные очереди и т. д.

### Самоуправленческий социализм
Самоуправленческий социализм — внутреннее течение социалистической мысли отрицающее необходимость сильного государства и монополию государственной собственности. Концепция в 70—80-е годы XX века сформулирована в некоторых программных документах ряда партий Социнтерна — Франции, Испании, Португалии, Бельгии. Считается, что все граждане общества должны участвовать в процессе выработки и принятия решений при децентрализации системы управления. Государство сохраняется для внешних отношений, а все его внутренние функции передаются органам самоуправления. Сторонники данной концепции поддерживают необходимость классовой борьбы, принципа интернационализма, однако считают, что в СССР не было социализма, а был госкапитализм.

### В России
После прихода в России большевиков к власти пути социализма и социал-демократии решительно разошлись.

## Рыночный социализм
Существует мнение, что наличие предприятий с коллективной формой собственности в условиях рыночной экономики позволяет говорить об особой форме социализма, т. н. «рыночном социализме». Адепты рыночного социализма утверждают что самоуправление на производственных предприятиях имеет принципиальные отличия от обычного права распоряжения и управления собственностью, характерного для рыночной экономики.
Вопрос о роли рынка в социалистическом хозяйстве встал в СССР в период новой экономической политики, но дискуссии того времени были насильственно прерваны. Теория рыночного социализма начала формироваться в ходе дискуссии с тезисом неоавстрийской школы о невозможности хозяйственного расчёта при социализме после опубликования работ польского экономиста О. Р. Ланге «Об экономической теории социализма» (1938) и англо-американского экономиста А. Лернера «Экономическая теория контроля: принципы экономики благосостояния» (1944), авторы которых использовали аппарат теории общего экономического равновесия.
В начале 1950-х годов руководство Югославии провозгласило курс на создание модели социализма, ключевым элементом которой стало «рабочее самоуправление» предприятий, имеющих возможность выбирать наиболее выгодные условия реализации своей продукции, включая доступ к внешним рынкам, при сохранении государственного планирования. Главным теоретиком «югославской модели» стал Э. Кардель. Под влиянием югославского опыта американский экономист Я. Ванек начал разработку «общей теории рыночного хозяйства, управляемого рабочими».
В ходе «Пражской весны» была начата экономическая реформа в Чехословакии, координатором которой был назначен О. Шик, сторонник идей рыночного социализма. После ввода советских войск реформа была прекращена.
В 1992 руководство Коммунистической партии Китая провозгласило курс на создание в КНР «социалистической рыночной экономики». Китайский реформатор Дэн Сяопин придерживался прагматичной линии:

Соотношение планирования и рыночных сил не является главным отличием социализма от капитализма. Плановая экономика не равнозначна социализму, потому что планирование есть и при капитализме; рыночная, экономика ещё не означает капитализм, потому что рынки есть и при социализме. Как планирование, так и рыночные силы являются средством контроля над экономической деятельностью. Суть социализма — это освобождение и развитие производительных сил, ликвидация эксплуатации и поляризации и полное достижение всеобщего благоденствия.— Глава 5 Как Китай перерос социализм: капитализм с китайской спецификой // Коуз Р., Нин Ван Как Китай стал капиталистическим. — М.: Новое издательство, 2016. — (Библиотека свободы).
По мнению Нобелевского лауреата Рональда Коуза и его соавтора Нин Вана, Китай, пытаясь модернизировать социализм, трансформировался в капиталистическую страну.

## Национал-социализм
Социалистические тенденции были сильны на начальном этапе развития германского национал-социализма (1922—1934). В частности, социалистическую платформу занимал один из основателей НСДАП Грегор Штрассер.
Национал-социализм (нацизм) отличался от коммунизма в своём отношении к собственности. Нацисты не экспроприировали частную собственность, а лишь подчиняли целям и задачам государства. Гитлер, в частности, не раз указывал, что социализм в его понимании — это в первую очередь обобществление душ, а не собственности: собственность можно оставить в какой-то мере в частных руках, если поставить собственника, управляющего ею, в зависимость от государства. Среди других отличий называют: отрицание демократии, опору на иные слои населения, чем те, которые поддерживают коммунистов, поддержку со стороны правящих классов старого общества, реваншизм, концепция «классового сотрудничества» (теории народного сообщества, народного государства, экономического корпоративизма), ненависть к коммунизму и пролетарскому интернационализму (антикоммунизм, Антикоминтерновский пакт), антиматериализм, иррационализм и мистицизм, расистская идеология, социальный дарвинизм, шовинизм, ксенофобия и антисемитизм.
Нацисты рассматривали коммунистов в качестве своих основных политических конкурентов: только их массовое физическое уничтожение позволило нацистам окончательно захватить власть в Германии.
Нацизм и коммунизм объединяло отрицание либеральной демократии и замена рыночной экономики государственным планированием.

## Социалистические страны
«Социалистические страны» — термин, использовавшийся в СССР в соответствии с терминологией КПСС для обозначения стран, придерживающихся идеологии марксизма-ленинизма, с достаточно устойчивыми режимами — независимо от дружественных или враждебных отношений с Советским Союзом.
В СССР не причислялись к социалистическим развивающиеся страны с марксистско-ленинистскими режимами (их называли «странами социалистической ориентации»).
На Западе социалистические страны и «страны социалистической ориентации» обычно именовались термином «Коммунистические страны» (англ. Communist states).

### Советский Союз и социализм
Существуют следующие точки зрения на социализм в СССР:
- Опыт советского социализма ввиду превосходства рыночной экономики над централизованной плановой экономикой, неспособной обеспечить сравнимый уровень жизни, и отсутствие элементарных гражданских свобод показали его утопичность и привели к началу 1990-х годов к краху коммунистической системы и марксизма, как господствующей идеологии[80].
- Строй, построенный в СССР, не имел ничего общего с марксистским пониманием социализма, так как при нём не было ни самоуправления трудящихся, ни «отмирания» государства, ни общественной (а не государственной) собственности на средства производства; отчуждение, которое, по Марксу, должно быть преодолено при социализме, достигло размеров, превосходящих капиталистические общества[81].
- Советский строй не вышел за пределы капитализма как способа производства, и по сути представлял собой государственно-монополистический капитализм (большинство средств производства принадлежит одному монопольному собственнику — государству), или, по С. Платонову (вымышленный персонаж), «государственно-монополистический социализм», как аналог и зеркальное отражение государственно-монополистического капитализма (пример последнего — Германия при Гитлере), оставшись лишь неоконченной и чрезмерно затянувшейся подготовительной фазой, теоретически предшествующей непосредственному началу строительства социализма, что явилось результатом достаточно точного практического воплощения изначально ошибочного представления о социализме как обществе, существующем на тех же материальных основах (средствах производства), что и капитализм, но с иными производственными отношениями; в то время как, например, по С. Платонову (со ссылкой на труды Маркса как первоисточник идеи), социализм и коммунизм базируются на коренным образом отличающихся средствах производства, причём у С. Платонова — существенно более совершенных, чем доступны современному человечеству, тем более — чем доступные в середине XIX или начале — середине XX века (высокотехнологичное комплексно автоматизированное массовое производство практически без прямого участия человека, совершенные компьютерные системы управления, планирования, сбора и обработки данных). Существуют различные точки зрения на то, соответствует ли такой вывод изначальным тезисам классического марксизма, или напротив является их необходимым уточнением и корректированием.

Несмотря на связанные с этим проблемы, часто отмечается что советский «социализм» ощутимо поднял промышленность, культуру и качество жизни в России/СССР, осуществил модернизацию, массовую индустриализацию, тем обеспечив создание достаточно мощных производительных сил капиталистического типа под управлением государства, однако впоследствии из-за авторитарной системы правления, автаркических и изоляционистских тенденций, многочисленных ошибок в государственном менеджменте, сепаратизма окраин и окостенения идеологии, которая не только перестала быть отражением выводов науки (как у классиков), но и сама стала диктовать свою волю последней, не выдержал прямой конкуренции с системой рыночного капитализма, или, по другой версии, со сменившей её в большинстве развитых стран после Второй мировой войны общественно-экономической системой, характеризующейся заменой частной, в исходном смысле этого слова, собственности на корпоративную («элитаризм», власть международной финансовой и корпоративной элиты), и содержащей подлинно капиталистические элементы (капитал, рынок, конкуренция, частная собственность на часть средств производства) лишь в виде отдельных вкраплений.
- В СССР существовала неополитарная система, возрождающая на новом уровне описанный Марксом «азиатский», политарный способ производства, характерный для древних Египта и Месопотамии, Китая, Индии и так далее («восточных деспотий»); соответственно, к социализму она относилась лишь идеологически;
- В процессе развития советской системы она вскоре частично вернулась к товарно-рыночным общественным отношениям, хотя и в урезанных формах, и в устоявшемся виде по сущности не так уж и сильно отличалась от экономики «капиталистических» стран. Это выразилось в постепенном хозяйственном, а затем и экономическом обособлении «социалистических предприятий» (в рамках формальной государственной собственности, отождествлявшейся с общенародной, общественной), которые получили фактическое право распоряжения произведённым продуктом, а затем — и, отчасти, средствами производства. Советский бюрократический управленческий аппарат фактически монополизировал право распоряжения и управления, обособившись от общества и начав играть самостоятельную роль. Попытки в таких условиях использовать дополнительные экономические рычаги и стимулы («хозрасчёт», «соцсоревнование», прибыль, себестоимость) под предлогом «повышения эффективности» и «совершенствования производительных сил» привели лишь к ускорению данных тенденций[84].

Однако в ней незаметно для рядовых граждан действовали механизмы государственного дотирования и субсидирования, которые способствовали установлению социальной справедливости. Например, производство продуктов питания первой необходимости дотировалось государством на половину и более, с соответствующим снижением розничных отпускных цен, которые часто были ниже цен, по которым государство закупало у производителей. Это делалось за счёт одновременного завышения государственных розничных цен на предметы не первой необходимости (например, автомобили), а также государственных доходов от экспорта, в первую очередь — нефтепродуктов.
Существует мнение (пример — тот же «ранний» С. Платонов), что апологетика Советского Союза и попытка скрыть реальное положение привели, кроме прочего, к забвению самого духа марксистско-ленинского учения, в котором всегда подчёркивалась абсолютная важность опоры на науку и научности идеологии (не основанная на науке идеология у Маркса приравнена к идеализму), что выражалось в «схоластическом» следовании конкретным, частным положениям марксистских и ленинских учений о социализме, коммунизме, капитализме и так далее, и тиражировании идеологизированных представлений о них, вопреки реальному ходу событий в развивающемся мире, — при том, что классики писали свои работы в середине XIX — начале XX века, в соответствии с тогдашней обстановкой, и физически не могли с детальной точностью предугадать дальнейший ход мировой истории.
Например, широко применявшиеся в официальной советской идеологии термины «империализм» и «государственно-монополистический капитализм» на самом деле изначально характеризовали вполне определённые этапы развития общественно-экономических отношений в отдельных странах во времена Ленина, но впоследствии были стереотипно и некритично распространены «коммунистическими» идеологами на весь западный мир, хотя их актуальность к тому времени уже давно исчезла. С этой точки зрения, в СССР происходило негативное обратное влияние идеологии на науку, хотя по тому же Марксу идеология должна наоборот базироваться на выводах науки, донося её выводы до масс в «популяризованном», понятном им виде.
По С. Платонову,

…наша теоретическая мысль в течение десятилетий фактически блокирована, что обрекает нас на необходимость двигаться «эмпирически, весьма нерациональным способом проб и ошибок».

 По Ю. Андропову:

Современный «научный коммунизм», который многими ошибочно рассматривается как коммунистическая теория, на самом деле (в его части, касающейся деятельности уже победившего пролетариата) целиком относится к сфере идеологии, и слово «научный» в его названии не должно вводить в заблуждение.

Идеология, которая подвизается в несвойственной ей роли теории, то есть берётся объяснять и предсказывать, неизбежно порождает фантастические представления о современном мире — и что самое опасное и печальное — творит идеологические мифы о нас самих.

Внешне сходная, но по сути противоположная точка зрения состоит в том, что с теми же целями подвергались умышленному искажению марксистские и ленинские представления, которые в данном случае часто трактуются как нечто заведомо верное и не требующее корректировок, как в общем, так и в частностях.
Так, с этой точки зрения постепенно становился всё более и более общепринятым тезис о том, что при социализме действие закона стоимости, наличие прибыли — нормальные явления, не противоречащие марксистской концепции. Подобная ситуация называлась творческим развитием марксистско-ленинской теории (постулат существования при социализме закона стоимости был выдвинут И. В. Сталиным в работе «Экономические проблемы социализма в СССР», 1952 год), хотя на деле противоречил исходному пониманию самого К. Маркса:
- прибыли как исключительно капиталистической категории (превращённая форма прибавочной стоимости, а прибавочная стоимость есть только в капитализме);
- стоимости как категории, которая вместе с товаром исчезает при социализме.

Таким образом, с одной из точек зрения, представления о социализме, столкнувшись с реалиями, постепенно в определённой степени отошли от изначальной марксистско-ленинской концепции.
С другой точки зрения, раз советское общество было по сути капиталистическим, то и применять к нему представления о социализме было явно преждевременно, так как в нём в полном объёме продолжали действовать законы капиталистической экономики, которые её огосударствление (лишь «упразднение» частной собственности, а не её уничтожение) не «обмануло» и не отменило, а лишь сделало их влияние скрытым, малозаметным внешне, но от этого не менее действенным.
В целом и общем, можно сказать, что до определённой степени и со своей позиции по-своему верна каждая из представленных выше точек зрения на эту проблему.
С. Г. Кара-Мурза считает, что «схоластический» спор о том, являлся ли советский строй социализмом или нет, и если да — о том, «какой» это был социализм — типичный пример гипостазирования и по сути своей лишён смысла.

## Социализм XXI века
Согласно теории технократии социализм XXI века постепенно заменит собой капитализм путём научно-технического прогресса, в частности развития Интернета и высокоточных технологий, способных заменить труд человека.
Социализм XXI века является проектом такого общественного государственного устройства, в котором главными принципами являются:
- базовая демократия (в противоположность представительной и парламентской);
- эквивалентная экономика (в отличие от рыночной экономики).

Термин «Социализм XXI века» введён Хайнцем Дитерихом, издавшем одноимённую книгу (1996). Книга базируется на идеях Арно Петерса. Переняв у Хайнца Дитериха термин «Социализм XXI века», президент Венесуэлы Уго Чавес сделал его своим политическим лозунгом и политической программой социалистических реформ в Венесуэле. Другими социалистическими государствами XXI века являются: Куба и Северная Корея.
В Российской Федерации термин «Социализм XXI века» является слоганом программ политических партий Справедливая Россия и КПРФ.

## Критика
В 1922 году Людвиг Мизес в своём труде «Социализм» подверг критике идеи социализма и выдвинул так называемый калькуляционный аргумент — обоснование невозможности существования стабильной социалистической экономики, как реалистичной системы устройства общества. Мизес утверждал, что при социализме невозможен экономический расчёт, в чём он и видел его основной недостаток. Невозможность экономического расчёта следует, по его мнению, из невозможности объективного сравнения субъективных ценностей при отсутствии добровольного обмена (то есть свободной торговли). Он считал, что результатом будет накопление дефектов в планировании и распределении ресурсов, ведущее к перепроизводству одной продукции, трате ресурсов на экономически сомнительные проекты, при одновременном дефиците другой продукции.
Ф. А. Хайек высказал мнение о том, что централизованное планирование экономики неизбежно влечёт утрату личной свободы граждан и возникновение тоталитарного государства.

### Критика практической реализации
По мнению либеральных авторов, усиливается «тоталитаризм,… когда политическая власть монопольно прибирает к рукам собственность на средства производства», так как, согласно либеральным концепциям, «частная собственность… основа индивидуальной свободы». «Экономический рост… способствует расширению круга состоятельных лиц и особенно среднего класса… появлению новых центров власти и влияния,… возникновению более сложных взаимоотношений между гражданами страны». Отдельными авторами критикуется попытка искусственного создания общественного строя, его «проектирования», в отличие от эволюционизма — пути, по которому возникали все типы общественного устройства.
- Эксплуатация человека человеком заменяется эксплуатацией человека государством[92].
- Отсутствие экономической свободы подавляет экономическую активность граждан, новаторы и изобретатели утрачивают связь с прибылью[93].
- Государственные предприятия могут не обращать внимание, пользуются ли их товары спросом у потребителей. Это приводит к дефициту одних товаров и перепроизводству других[93][94].
- Гарантированная занятость и система государственного распределения порождает иждивенчество и незаинтересованность в результатах своего труда[93].
- «Уравниловка», когда примерно одинаковый уровень дохода формируется при разной производительности труда, не стимулирует у работников повышение эффективности труда[93].
- Убыточные и неэффективные предприятия не разоряются, а субсидируются государством за счёт прибыльных[95]. Такая система приводит к росту числа убыточных предприятий и не стимулирует увелчение числа прибыльных[96].
- Государственное планирование и монополизм лишает граждан возможности выбора товара, что приводит к ухудшению качества товаров[93][94].
- Конформизм, порождённый угнетением инициативы[93].
- Наличие собственности у людей способствует появлению новых центров власти и влияния, создаёт более сложные связи между гражданами[97].
- Отдельными авторами социализм критикуется как искусственный общественный строй, созданный по не коему проекту, а не в результате эволюции — пути, по которому возникали все иные типы общества[91].

### Из словаря А. А. Ивина
Социализм как общественный строй возник по ранее выработанному плану, а не спонтанно, и ставит своей задачей достижение чётко обозначенной цели; индивид и его воля не являются конечной ценностью ни в одной из сфер в рамках данного учения; основным принципом социалистического общества является монополия, относящаяся к планам экономического развития, господствующей идеологии, единственной правящей партии, средствам коммуникации и так далее; устремлённость социализма к некой единой цели требует введения централизованного планирования, заменяющего конкуренцию в сфере экономики; социализм отождествляет государство и общество, что ведёт к уничтожению гражданского общества и превращению врагов государства во врагов народа; террор и жестокости социалистических режимов прямо вытекают из возвышенного стремления перестроить жизнь общества в соответствии с заранее заданной, единой и не подлежащей обсуждению целью. Поскольку фундаментом всех прав и свобод личности является экономическая свобода, вслед за уничтожением экономической свободы индивидуума социализм ликвидирует и все другие права и свободы. Разные формы социализма могут ожесточённо бороться друг с другом, но основным противником для них, как разновидностей коллективизма, является индустриальное индивидуалистическое (капиталистическое) общество. Социализм создаёт особый коллективистический стиль жизни, когда рядовые члены общества с энтузиазмом жертвуют настоящим ради «прекрасного будущего», а страх пропитывает все стороны жизни.
Основоположники марксизма настаивали на том, что коммунизм неминуемо придёт на смену капитализму прежде всего в силу того, что первый будет иметь более высокую производительность труда, чем второй. Это была одна из основных ошибок классического учения о социализме. Экономика с глубоким разделением труда может функционировать только плюралистическим и децентрализованным образом. Социализм по самой своей природе не способен выдержать экономическое состязание с капитализмом. Он ведёт в конечном счёте к торможению экономического развития и не выдерживает конкуренции с индивидуалистическим обществом в сфере экономики.
Коммунизм и национал-социализм убедительно показали, что господство идей коллективизма в индустриальном обществе неминуемо оказывается тоталитаризмом.